# Modem

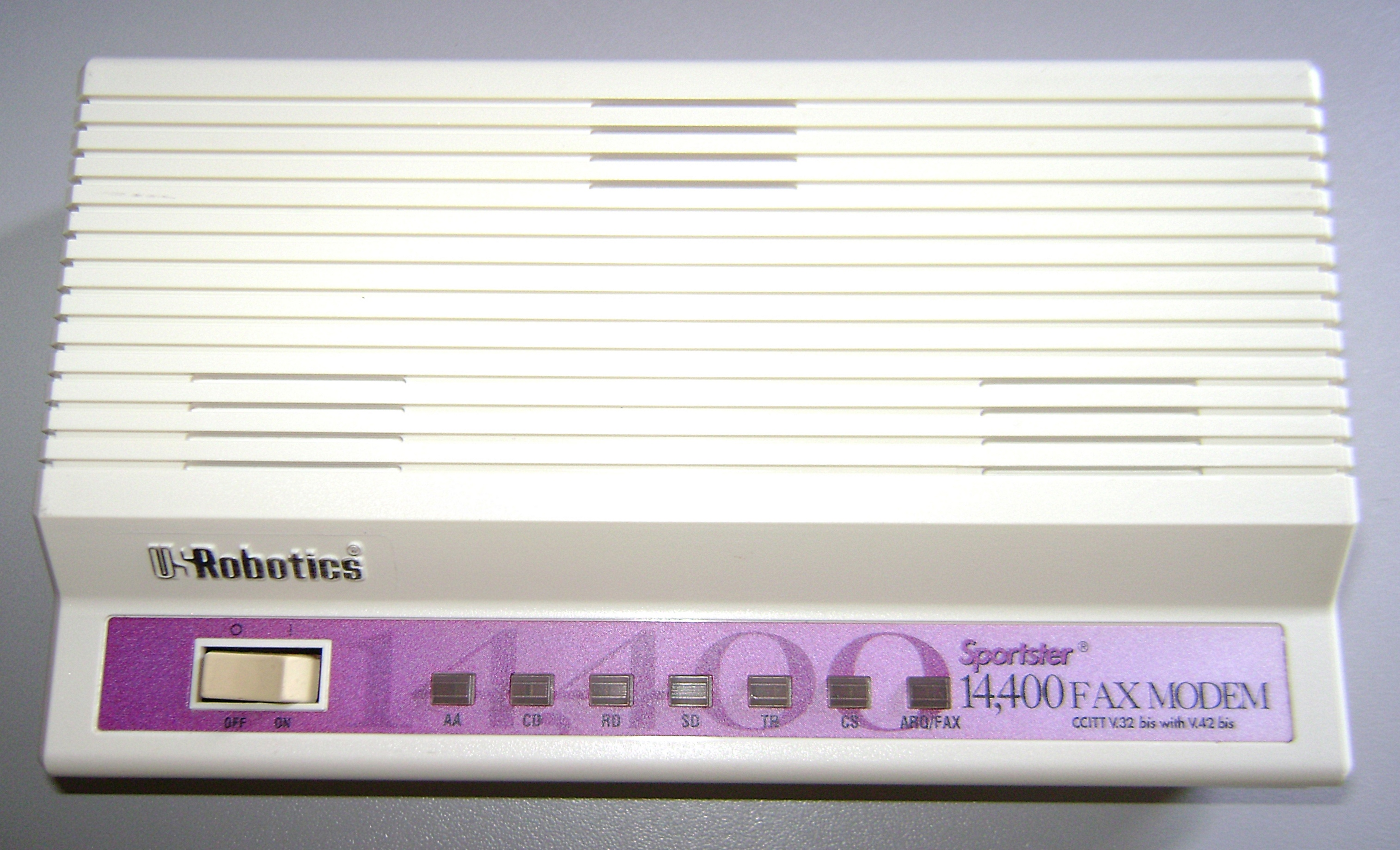
Um fax modem antigo, de 14.400 bps, da USRobotics (1994).

Um modem (amálgama de modulador-demodulador) é um dispositivo de hardware que converte dados em um formato adequado para um meio de transmissão de forma que possam ser transmitidos de um computador para outro (historicamente através de cabos telefônicos). Um modem modula um ou mais sinais de onda portadora para codificar informações digitais para transmissão e demodula sinais para decodificar as informações recebidas. O objetivo é produzir um sinal que possa ser transmitido facilmente e decodificado de maneira confiável para reproduzir os dados digitais originais. Os modems podem ser usados com quase todos os meios de transmissão de sinais analógicos, dos diodos emissores de luz ao rádio. Um tipo comum de modem é aquele que transforma os dados digitais de um computador em sinal elétrico modulado para transmissão por meio de linhas telefônicas e demodulado por outro modem no lado do receptor para recuperar os dados digitais.
Os modems são geralmente classificados pela quantidade máxima de dados que podem enviar em uma determinada unidade de tempo, geralmente expressa em bits por segundo (símbolo bit/s ou bps) ou raramente em bytes por segundo (símbolo B/s). Os modems também podem ser classificados por sua taxa de símbolos, medida em baud. A unidade de transmissão significa símbolos por segundo, ou o número de vezes por segundo em que o modem envia um novo sinal. Por exemplo, o padrão ITU V.21 usava chaveamento de frequência de áudio com duas frequências possíveis, correspondentes a dois símbolos distintos (ou um bit por símbolo), para transportar 300 bits por segundo usando 300 baud. Por outro lado, o padrão ITU V.22 original, que podia transmitir e receber quatro símbolos distintos (dois bits por símbolo), transmitia 1.200 bits enviando 600 símbolos por segundo (600 baud) usando a modulação por deslocamento de fase.

## Tipos de modems
Os primeiros modems analógicos eram externos. Ligados através das interfaces paralelas, onde a velocidade de transmissão era de 300 bps (bits por segundo) e operavam em dois sinais diferentes, um tom alto que representava bit 1, enquanto o tom baixo representava o bit 0.
Os fax-modems têm esse nome devido ao facto de que o dispositivo pode ser utilizado para receber e enviar fac-símile.
Basicamente, existem modems para o acesso discado e banda larga.

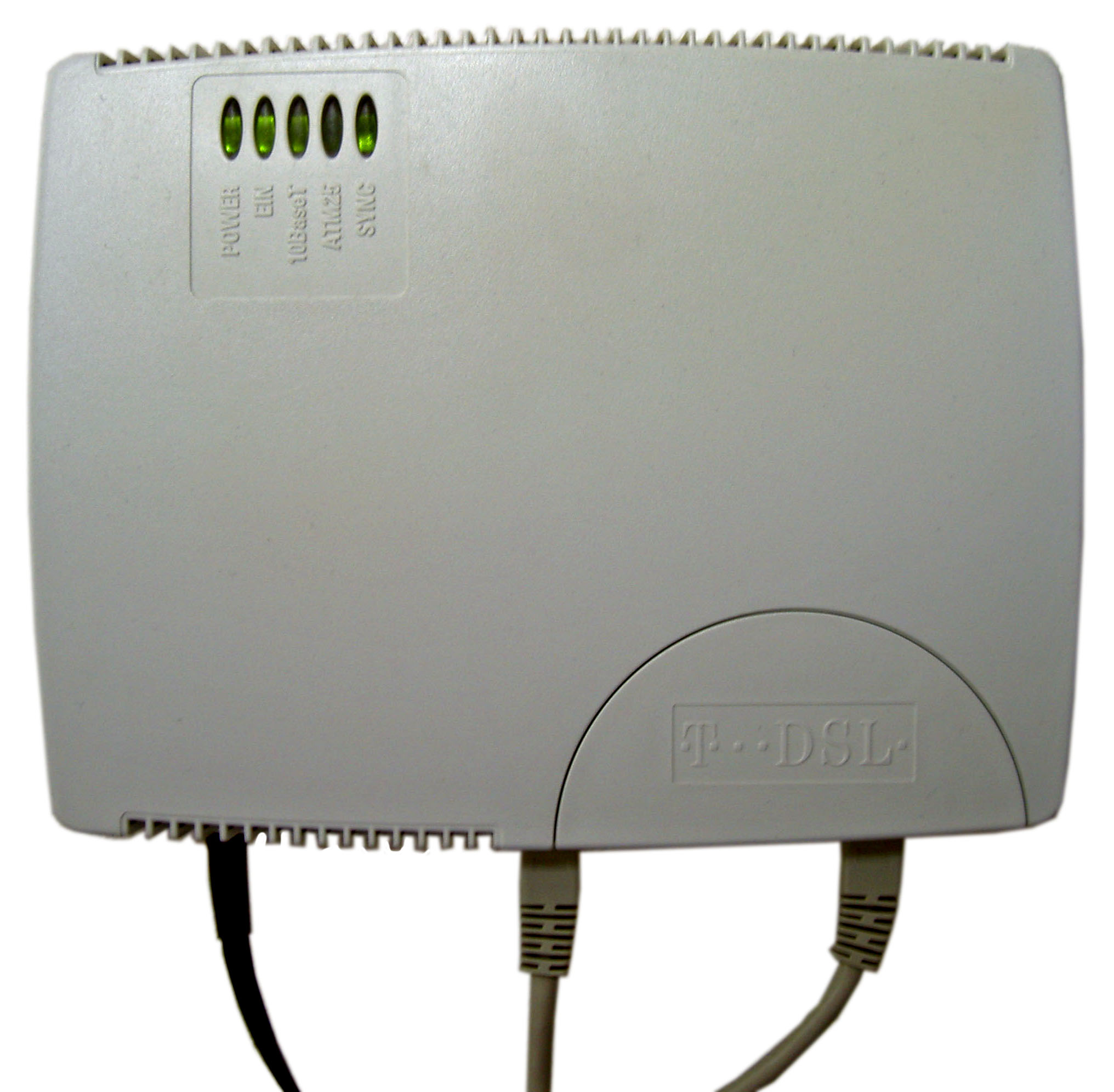
Um modem ADSLPT-DSL moderno.

Os modems para acesso discado geralmente são instalados internamente no computador (em um barramento PCI) ou ligados em uma porta serial, enquanto os modems para acesso em banda larga podem ser USB, Wi-Fi ou Ethernet. Os modems ADSL diferem dos modems para acesso discado porque não precisam converter o sinal de digital para analógico e de analógico para digital porque o sinal é sempre digital (ADSL - Asymmetric Digital Subscriber Line).
O exemplo mais familiar é um modem de banda de voz  que transforma os dados digitais de um computador pessoal em sinais elétricos modulados na frequência de voz do alcance de um canal telefónico. Estes sinais podem ser transmitidos através de linhas telefônicas e demodulados por outro modem no lado do receptor para recuperar os dados digitais.
Os modems são geralmente classificados pela qualidade de dados que podem enviar em uma determinada unidade de tempo, normalmente medido em bits por segundo (bit/s ou bps). Eles também podem ser classificados pela taxa de símbolos medido em bauds, o número de vezes que o modem muda o estado do sinal por segundo. Por exemplo, o ITU V.21 padrão utilizado-shift keying frequência de áudio, tons aka, para transportar 300 bits/s usando 300 baud, enquanto o padrão ITU V.22 original permitia 1.200 bit / s com seiscentos baud usando modulação de fase.